# پال جنکینس (هنرپیشه)
پال جنکینس (انگلیسی: Paul Jenkins؛ ۲ اوت ۱۹۳۸ – ۱ ژوئیهٔ ۲۰۱۳) یک هنرپیشه اهل ایالات متحده آمریکا بود. وی بین سال‌های ۱۹۶۸ تا ۲۰۰۵ میلادی فعالیت می‌کرد.